# Жульєн Баен
Жульєн Баен  (фр. Julien Bahain, 20 квітня 1986, Анже) — французький, згодом канадський веслувальник, олімпійський медаліст.

## Виступи на Олімпіадах
| Олімпіада  | Дисципліна     | Місце |
| ---------- | -------------- | ----- |
| Пекін 2008 | четвірка парна | 3     |